# La Solana (Albacete)
La Solana es una localidad española del municipio de Peñas de San Pedro, perteneciente a la provincia de Albacete, en la comunidad autónoma de Castilla-La Mancha.

## Historia
Hacia mediados del siglo XIX, el lugar, ya por entonces perteneciente a Peñas de San Pedro, tenía contabilizadas 109 casas. Aparece descrito en el decimocuarto volumen del Diccionario geográfico-estadístico-histórico de España y sus posesiones de Ultramar de Pascual Madoz de la siguiente manera:

SOLANA (la) ó SOLANILLA: ald. en la prov. de Albacete, part. jud. de Chinchilla, térm. jurisd. de Peñas de San Pedro: tiene 109 casas habitadas por igual número de vec. labradores y leñadores.
(Madoz, 1849, p. 424)

En 2022, tenía empadronados 161 habitantes.